# Johann von Werden
Johann von Werden (* um 1495; † 25. oder 28. August 1554 in Nassenhuben bei Danzig, Polnisch-Preußen) war ein Fernkaufmann, Reeder und Bürgermeister von Danzig von 1526 bis 1554.

## Leben
Sein Vater Jakob von Werden war Fernkaufmann in Danzig, seine Mutter Dorothea die Tochter des Bürgermeisters Johann Schewecke.
Die Familie hatte ein Haus am Langen Markt.
Johann von Werden wurde 1525 vom polnischen König Sigismund I. zum Ritter geschlagen und 1526 von dessen Kanzler adoptiert und in den polnischen Adelsstand erhoben.
1526 wurde Johann von Werden vom König nach der Beendigung des großen Aufruhrs zu einem der vier Bürgermeister von Danzig ernannt, ohne Konsultation mit dem Rat der Stadt. Werden stand dem König in den folgenden Jahrzehnten nah und lieh ihm mehrmals Geld, wofür er mit umfangreichem Landbesitz ausgestattet wurde. Auch Herzog Albrecht von Preußen lieh er Geld, wofür er ebenfalls Grundbesitz als Pfand erhielt.
Johann von Werden war häufig als Gesandter der Stadt Danzig auf Hansetagen, dem polnischen Sejm und dem preußischen Landtag vertreten. Seit 1532 war er mehrmals auch königlicher Burggraf in Danzig. 1534 war er bei der Krönung von König Christian III. von Dänemark anwesend.
1552 weilte der neue polnische König Sigismund II. August in seinem Haus in Danzig.
1553 nahm Johann von Werden an der Krönung und dem Krönungsmahl der englischen Königin Maria  teil.
1554 starb er.
Johann von Werden ist in der Marienkirche in Danzig bestattet.